# Maximilien Kolbe
Pour les articles homonymes, voir Kolbe.
Maximilien Kolbe (Rajmund Kolbe à l'état civil), né le 8 janvier 1894 à Zduńska Wola et mort le 14 août 1941 à Auschwitz, est un frère franciscain conventuel polonais, prêtre, fondateur de l'association de fidèles « Mission de l'Immaculée » et du monastère de Niepokalanów.
Très attaché à l'indépendance de la Pologne (pays précédemment partagé entre l'Allemagne et la Russie), il était également opposé à la franc-maçonnerie et farouchement opposé aux dictatures communiste et national-socialiste. Il est aussi à l'origine, durant l'entre-deux-guerres, de publications catholiques caractérisées par un antijudaïsme.
Arrêté par la Gestapo pour la teneur anti-nazie de ses publications et pour la protection apportée aux personnes persécutées réfugiées à Niepokalanów, il est détenu dans le camp de concentration d'Auschwitz, où il s’offre de mourir à la place d'un père de famille polonais, Franciszek Gajowniczek, qui a apporté son soutien aux juifs persécutés par l'Allemagne nazie. Les autorités du camp, après avoir condamné Maximilien Kolbe à mourir de faim en compagnie de neuf autres personnes, l'achèvent au moyen d’une injection de phénol.
Canonisé en 1982 par le pape Jean-Paul II, il est vénéré dans l'Église catholique sous le nom de « saint Maximilien Kolbe » et liturgiquement commémoré le 14 août.

## Biographie

### Jeunesse
Rajmund Kolbe naît en 1894 à Zduńska Wola, village de Pologne qui à cette époque faisait partie de la Russie des tsars. Ses parents Julius Kolbe et Maria Dąbrowska sont tous les deux tisserands et tertiaires franciscains. Le père participe à la légion polonaise de l'indépendantiste Józef Piłsudski en 1914.
Agacée par le caractère turbulent de son second fils, sa mère lui aurait demandé un jour ce qu'il deviendrait plus tard. Profondément remué par cette question, Maximilien se serait adressé directement à la Vierge Marie. C'est alors qu'il aurait eu une vision de la Vierge de Częstochowa qui, en guise de réponse, lui proposa deux couronnes : une blanche pour la pureté et une rouge pour le martyre. Elle lui demanda de choisir et il accepta les deux et s'engagea à devenir chaque jour meilleur.
Alors qu'étudiant, il se pose la question du sacerdoce, il voit des franciscains passer dans sa ville. Il les suit et devient prêtre franciscain conventuel. Entré au noviciat des Franciscains conventuels en 1907, il prononce ses premiers vœux, puis ses vœux définitifs à la Toussaint 1914.
Brillant étudiant en philosophie et en théologie, il est alors envoyé à Rome pour les études préparatoires au sacerdoce qu'il fait à l'Université pontificale grégorienne. Il obtient un doctorat en philosophie en 1915. Ordonné prêtre le 28 avril 1918, il obtient également un doctorat en théologie en 1919. Jusqu'à la fin de sa vie, Maximilien Kolbe souffrira d'une sévère tuberculose.

### Sacerdoce

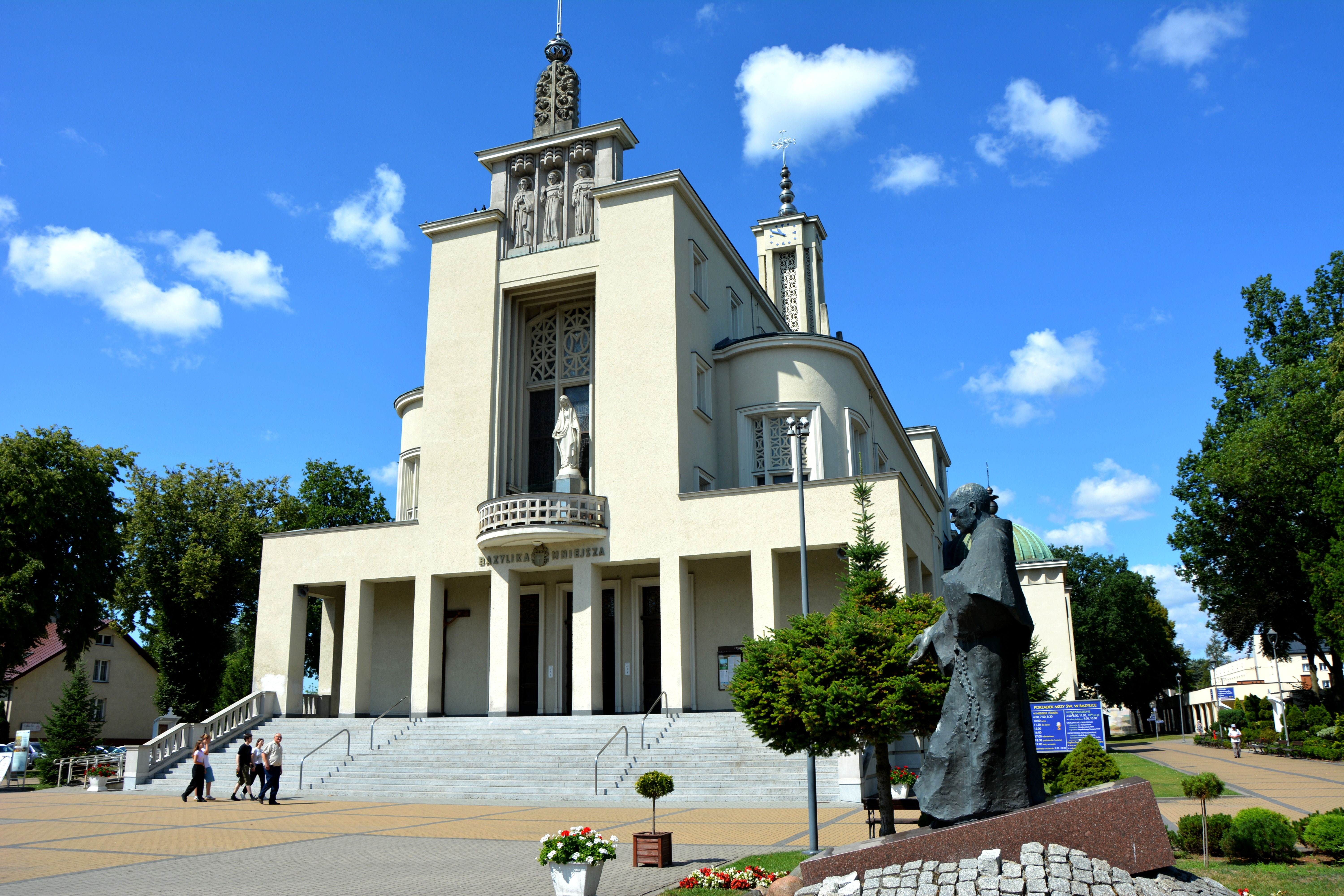
La basilique Marie-Immaculée-de-Toutes-les-Grâces, à Niepokalanów.

En 1917, à Rome, il fonde la Mission de l'Immaculée (M.I.) — dont le nom latin est Militia Immaculatæ, soit « Armée de l'Immaculée » — association fondée « sur le don total à l'Immaculée Conception pour devenir un instrument entre ses mains » dont l'objectif est notamment de lutter contre la franc-maçonnerie.
Fervent défenseur de l'indépendance de la Pologne (qui avait été longtemps entièrement occupée par l'Allemagne et la Russie), il était également anti-laïc, anti-libéral et ouvertement antisémite. Il en crée en janvier 1922 le journal catholique Chevalier de l'Immaculée (pl) (Rycerz Niepokalanej, Miles Immaculatæ , au sens littéral : « soldat de l'Immaculée »).
En août 1927, il fonde le monastère de Niepokalanów, « la cité de l'Immaculée », à environ 40 kilomètres de Varsovie, qui comptera jusqu'à près de 800 religieux. Il y met en place une maison d'édition et une station de radio (il était lui-même radioamateur sous l'indicatif SP3RN), toutes deux destinées à promouvoir la vénération de la Vierge Marie, tout particulièrement dans le mystère de l'Immaculée Conception.

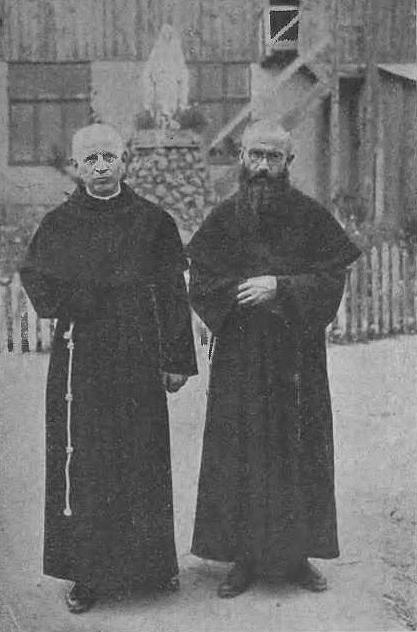
Maximilien Kolbe à droite, en 1933.

En 1930, il vit le même apostolat au Japon avec quatre frères, où, en 1931, et malgré la maladie, il fonde une autre Cité de Marie près de Nagasaki, « Mugenzai no Sono » (Jardin de l'Immaculée). Le couvent est construit sur une colline, le dos tourné à la ville. À l'étonnement de tous, il est le seul bâtiment resté debout lors de l'explosion de la bombe atomique en 1945, protégé par la montagne.
Deux ans plus tard, il part aux Indes britanniques avec la même mission, sur la côte malabare (Kerala ou Karnataka), en 1932, avec un moindre succès.
Il revient en Pologne en 1935 ou 1936 et fonde le quotidien catholique Mały Dziennik (Le Petit Journal) imprimé au monastère de Niepokalanów. Le ton des publications dirigées par Kolbe est violemment anti-juif, et elles produisent certains des documents les plus virulemment antisémites publiés dans la Pologne de l'entre-deux-guerres, dont on ne trouve pas d'exemple aussi extrême dans le reste de la presse du pays qui, entretenu en ce sens par le clergé local, a tendance à considérer alors les juifs comme des étrangers déloyaux.
Si Kolbe lui-même se défend de l'être et qu'il semble n'avoir pas montré d'animosité à l'encontre de la religion ou des traditions juives, mais influencé par les Protocoles des sages de Sion reçus sans discernement, il n'en affirme pas moins vouloir empêcher une « infiltration juive étrangère », considérant que le judaïsme est, en Pologne, le « principal réservoir biologique » ou encore un « cancer qui ronge le corps du peuple ». Bien que l'on puisse trouver sous sa plume une modération relative quand, par exemple, il déconseille d'attiser l'hostilité contre les juifs qu'il convient de convertir par « l'arme du chapelet » et l'amour du prochain, on ne la retrouve cependant pas dans les publications dont il a la responsabilité.
Durant la Seconde Guerre mondiale, Mały Dziennik entrera en résistance au côté du Camp national-radical[réf. nécessaire] dont le dirigeant, Jan Mosdorf, est déporté à Auschwitz-Birkenau, où il fut tué en 1943 pour avoir aidé des Juifs.
« Le père Kolbe priait souvent, des prières courtes, devant le Saint-Sacrement, pour confier les intentions de nos lecteurs et donateurs. L’intensité de son recueillement nous impressionnait. Homme parmi les hommes, il était gai, aimait raconter des blagues, faire rire les malades à l’infirmerie pour les détendre. »
En 1939, sa fraternité fournit l'abri à des réfugiés polonais, catholiques et juifs. Aux côtés de 36 autres membres du clergé polonais, le père Maximilien Kolbe, adversaire convaincu du national-socialisme et du communisme, est arrêté une première fois et battu, avant d'être libéré le 8 décembre, soit le jour où l'Église fête l'Immaculée Conception,. Il semble ainsi que l’invasion allemande et cette première arrestation inclinent Kolbe à « mettre ses préjugés en retrait et à agi[r] au nom de l’humanité ».

### Camp d’Auschwitz

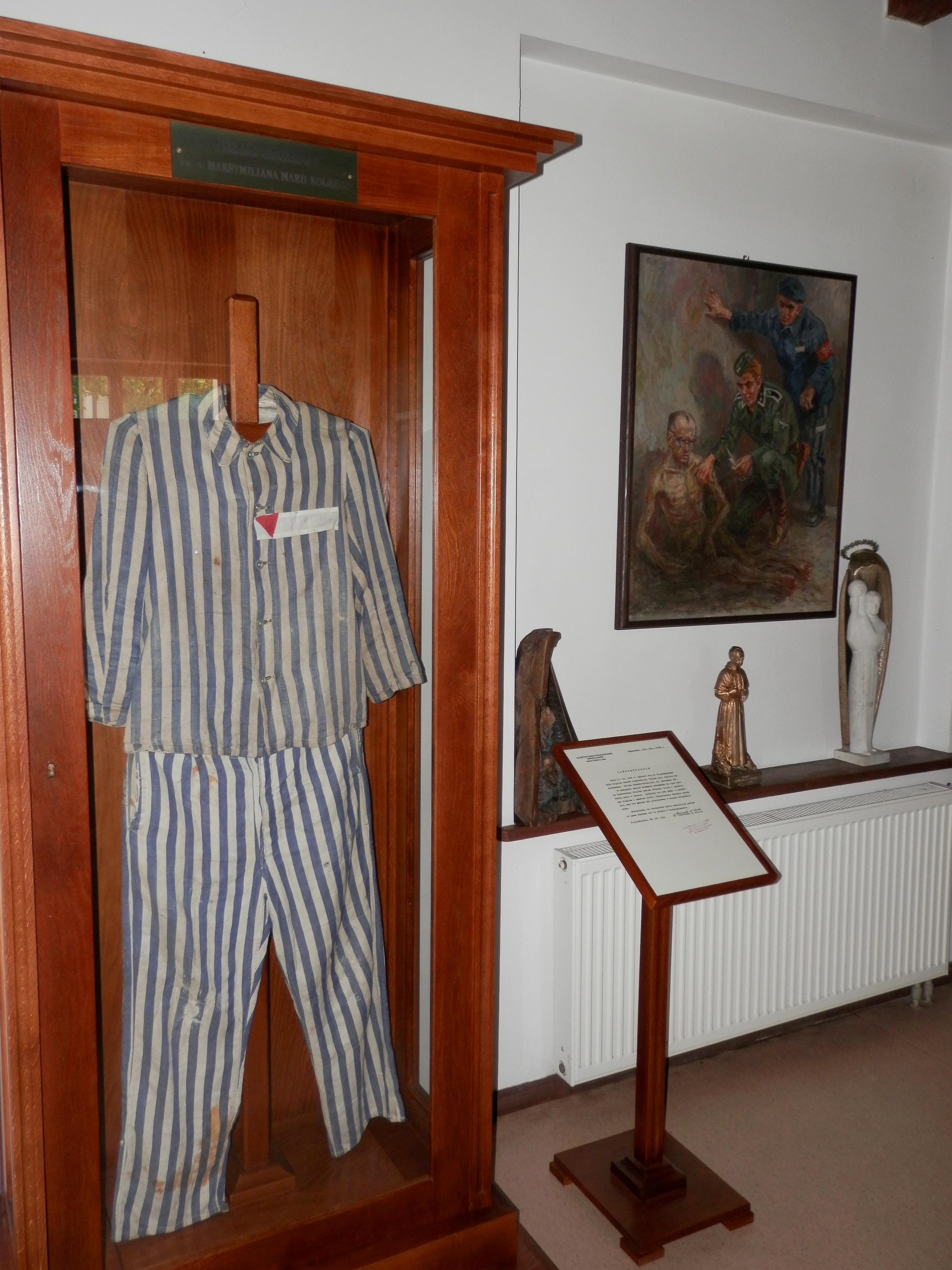
Affaires personnelles du déporté Kolbe.

Que ce soit en raison du caractère anti-allemand du Mały Dziennik ou de l'accueil prodigué aux personnes persécutées, dont 2 300 juifs, au monastère de Niepokalanów, le franciscain est à nouveau arrêté par la Gestapo le 17 février 1941.
Le 28 mai, il est transféré vers le camp d'Auschwitz, sous le matricule 16670. Tandis qu'il ne lui reste qu'un poumon et un quart du restant, il travaille sans se plaindre et ne perd jamais une occasion de venir en aide aux détenus de son groupe. En juillet 1941, un prisonnier du bloc 14, où se trouve le père Kolbe, parvient à s'échapper. Le règlement du camp exigeait, pour décourager les évasions, que dix détenus fussent exécutés en cas d'évasion d'un homme. Le Hauptsturmführer de la SS Karl Fritzsch ordonne donc en représailles que dix des 599 prisonniers du bloc soient condamnés à mourir de faim et de soif au bloc 11; qui sont sélectionnés dans le bloc 14, dont Franciszek Gajowniczek, un sergent de l'armée polonaise, père de famille.
Maximilien Kolbe entend Gajowniczek s'écrier « Ma pauvre femme ! Mes pauvres enfants ! Que vont-ils devenir ? ». Le religieux propose alors de mourir à sa place. Fritzsch le questionne et exige de lui une identité. Ses paroles exactes ont été oubliées, mais selon une version couramment rapportée, elles auraient été : « Je suis un prêtre catholique de Pologne ; je voudrais prendre sa place, car il a une femme et des enfants ». Les nazis consentent à la substitution ; les dix prisonniers sont enfermés dans un bunker souterrain du camp à peine éclairé par des ouvertures étroites, le « bunker de la faim ». Bien que la faim et la soif poussent habituellement les condamnés à la folie, aux hurlements et à s’entre-tuer, le gardien du bunker témoignera qu'en très peu de temps, le prêtre Maximilien réussit à faire régner le calme et la piété entre ses compagnons de cette tragédie, au moyen de prières et d'oraisons pour chrétiens comme pour Juifs (hymnes, psaumes, etc.).
Après trois semaines sans nourriture et sans eau, le père Kolbe demeure en vie, alors que tous ses compagnons sont morts. La place venant à manquer, il est exécuté le 14 août 1941 d'une injection d'une dose létale de phénol dans le bras par le kapo Hans Bock (de).

## Canonisation

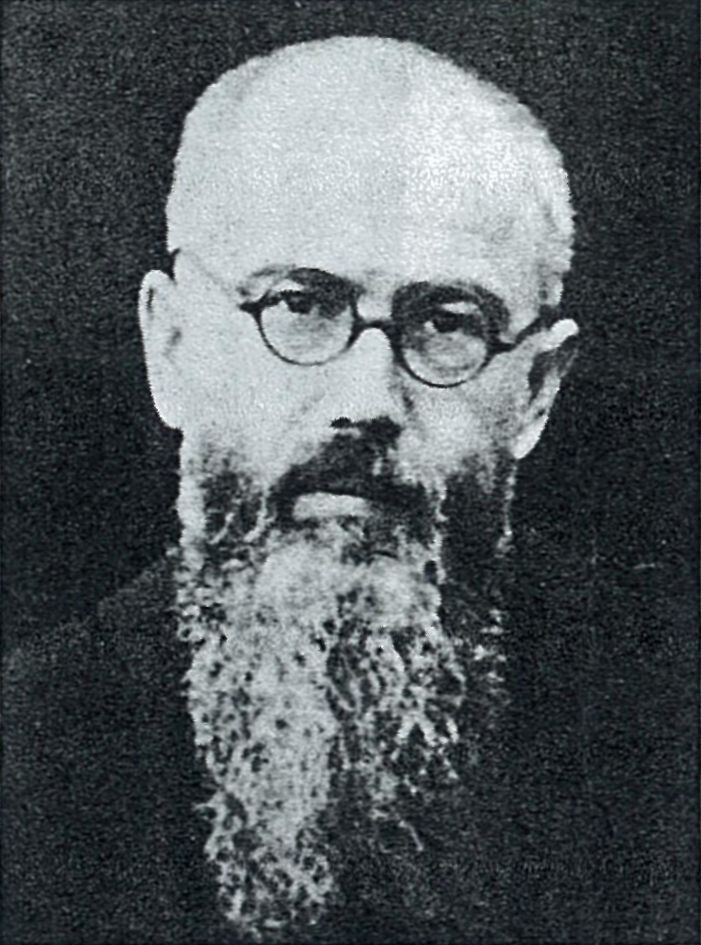
Maximilian Kolbe en 1936.

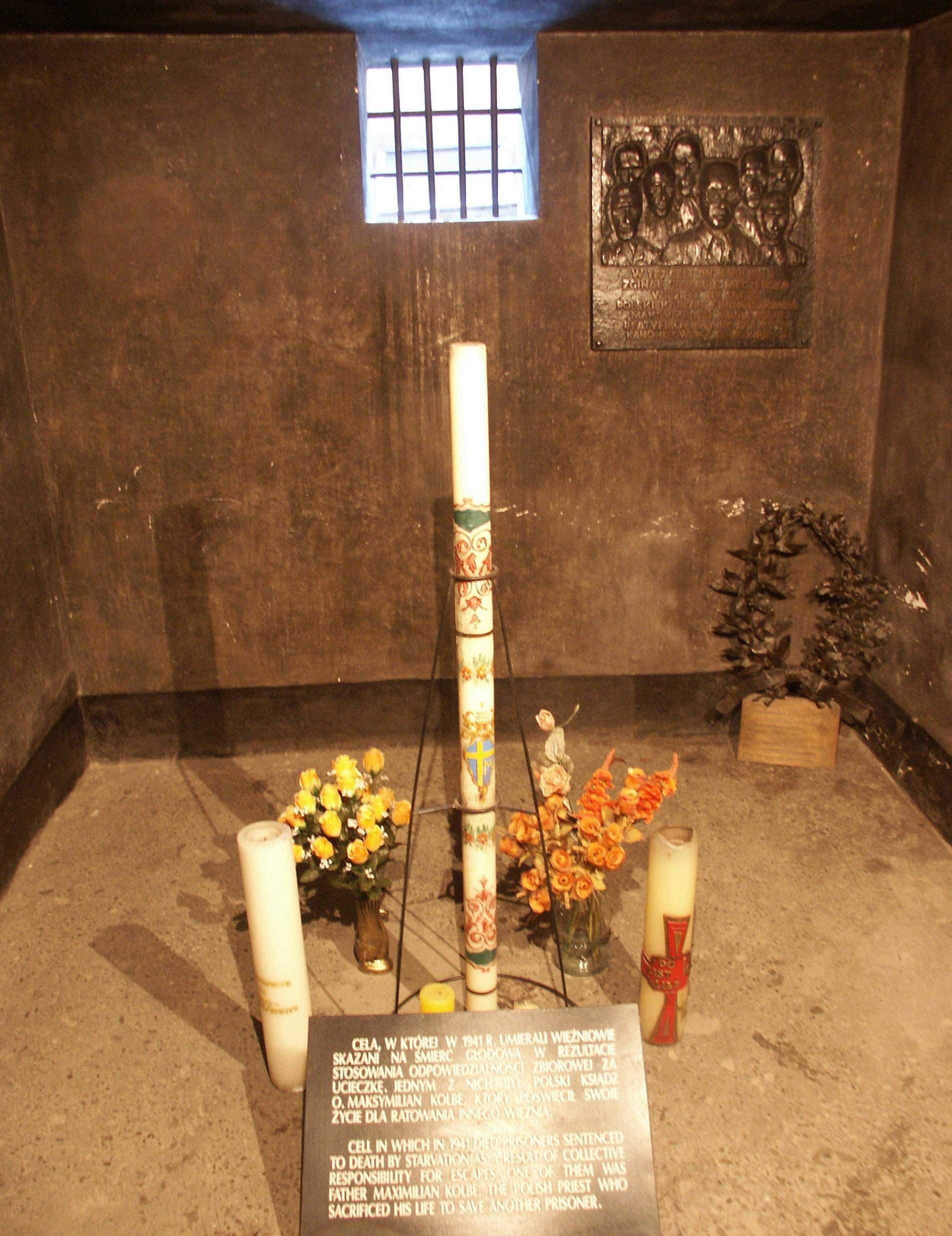
Cellule de la faim où agonisa Maximilien Kolbe, à Auschwitz.

Maximilien Kolbe est béatifié comme « confesseur » le 17 octobre 1971, par Paul VI.
Le 10 octobre 1982, malgré l'avis défavorable de la Congrégation pour la Cause des Saints, il est canonisé comme martyr par le pape Jean-Paul II « en vertu de [son] autorité apostolique ». Il est le seul à avoir été honoré d'abord comme confesseur, puis comme martyr. Deux miracles attribués à l'intercession de Maximilien Kolbe ont permis sa canonisation : la guérison d'Angela Testoni, atteinte de tuberculose, en juillet 1948, et celle de Francis Ranier, atteint de calcification artérielle, en août 1950. Ayant survécu à la captivité, Franciszek Gajowniczek assistera à la canonisation de son sauveur en 1982. Le pape, Jean-Paul II, en fit un modèle pour la société d'aujourd'hui et la nouvelle évangélisation et retint notamment de Maximilien Kolbe l'importance de la consécration à la Trinité par la Vierge Marie et de l'annonce de l'Évangile par les médias.
Le 29 juillet 2016, à l'occasion du 75e anniversaire de la mort de Maximilien Kolbe et des JMJ de Cracovie, le pape François se rend au camp de concentration et d’extermination d’Auschwitz et prie dans la cellule de Maximilien Kolbe.

## Hommages et dédicaces
Un Cercle Maximilien Kolbe est fondé à Pointe-Saint-Charles par le Père Frédy Kunz, dans les années 1950-1960, permettant de venir en aide aux familles défavorisées de Montréal.
En juillet 1998, l'Église d'Angleterre inaugure une statue de Maximilien Marie Kolbe en surplomb du portail occidental de l'abbaye de Westminster, à Londres, en tant qu'élément du monument œcuménique à la mémoire de dix martyrs du XXe siècle.
En Belgique, la statue nommée Hommage au Père Kolbe, réalisée en 2005 par le sculpteur Jean-Paul Emonds-Alt grâce au legs Julien Lambert, est installée au parvis de l'église Saint-François d'Assise à Louvain-la-Neuve .
En Allemagne, dans la chapelle de la peste de Stiefenhofen, un vitrail (conçu par la sœur franciscaine Maria Ludgera Haberstroh) représente Maximilien Kolbe en compagnie de Gabriele Schwarz-Eckart (de), elle aussi déportée à Auschwitz.
En Italie, à Sienne (Toscane), en la basilique San Francesco, une des chapelles du transept est consacrée aux horreurs de la Seconde Guerre mondiale. Sous le vitrail contemporain, présentant une allégorie des souffrances endurées par les victimes du nazisme, se trouve un retable : la représentation de Kolbe est un ajout d'Aldo Marzi (1973) à un polyptyque antérieur de Pietro de Pezzatis (1898) figurant la Vierge et Saint François. Sur cet élément iconographique saint Maximilien Kolbe porte dans ses mains deux roses, une blanche (la pureté) et une rouge (le martyre). À Rimini, a été créé en 1988 un opéra d’Eugène Ionesco, intitulé Maximilien Kolbe, et adapté en musique par Dominique Probst ; le dramaturge traite de façon réaliste quinze jours de la vie de M. Kolbe, dont il met en scène la personnalité mystique et christique, dans une alternance de tension, lyrisme désespoir et amour. 

### En France
En Bretagne, la chapelle du Foyer de charité de Tressaint en Côtes-d'Armor, est dédiée à saint Maximilien par dévotion du Père animateur de ce foyer qui la fit construire. L'église Saint-Pierre de Corps-Nuds, au sud de Rennes en Ille-et-Vilaine, est devenue l'église Saint-Maximilien-Kolbe. On peut y voir un portrait et une petite statue de saint Maximilien Kolbe.
À Rueil-Malmaison (Hauts-de-Seine), dans le quartier que borde la Seine, la Chapelle Saint-Maximilien-Kolbe de Rueil-Malmaison, lui est consacrée.
Dans l'église Notre-Dame de Saint-Lô dans la Manche se trouve un vitrail de Jean-Paul Froidevaux, Les Saints de notre temps (1974). On peut y voir sainte Thérèse de Lisieux, saint Jean XXIII, saint Charles de Foucauld et saint Maximilien Kolbe.

### Aux États-Unis

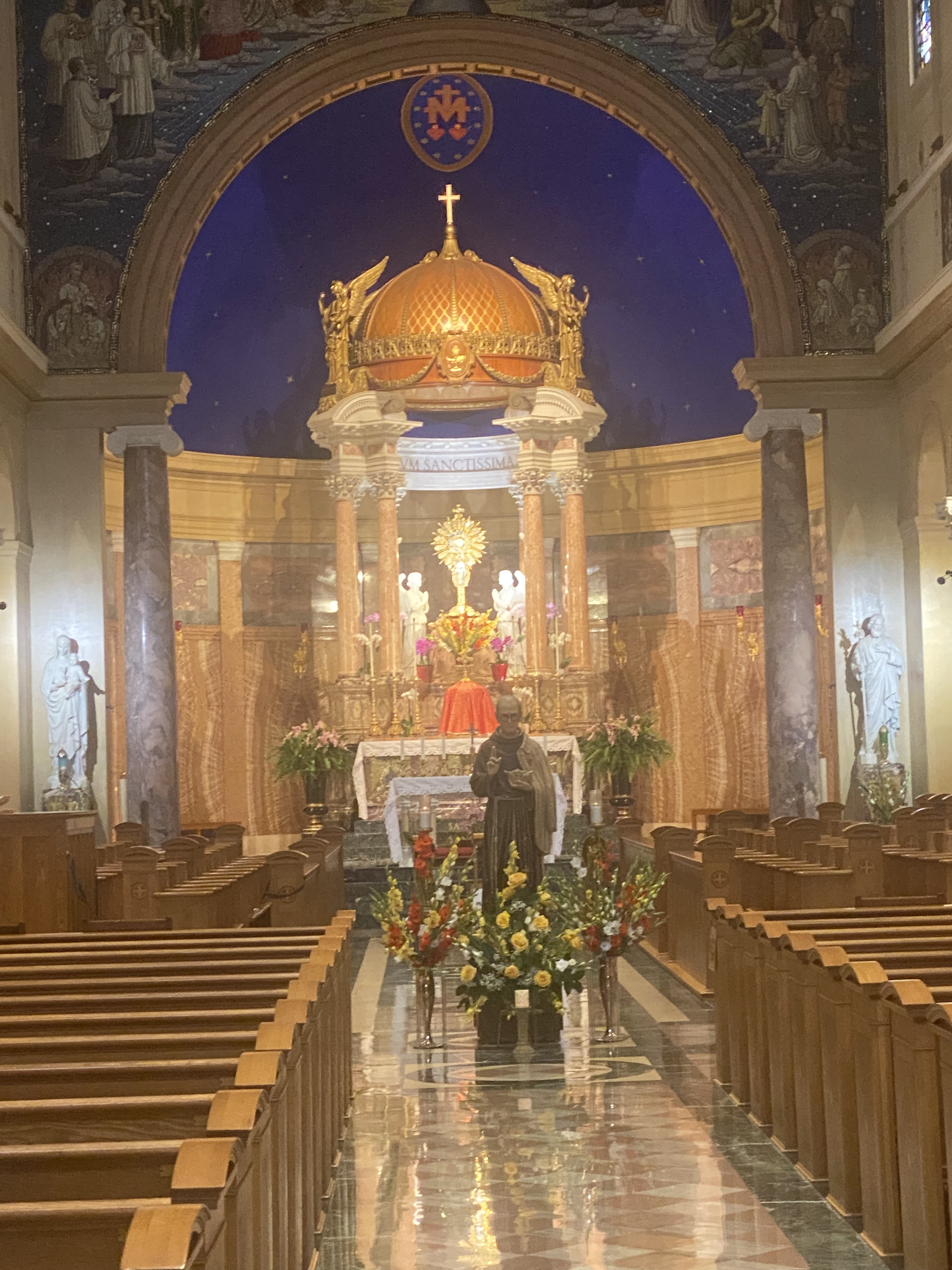
Vue intérieure de l'église d'adoration permanente, au couvent franciscain de Marytown, Libertyville, (Illinois), avec une statue de Saint Maximilien Kolbe au centre de l'église.

La conférence nationale américaine des évêques désigne en 2000 le couvent de frères franciscains Marytown, à Libertyville (Illinois) comme lieu de son mausolée national. Un musée lui est dédié, reconstituant notamment sa cellule du camp d'Auschwitz, à côté de la chapelle d'adoration permanente.

## Polémique
Lorsque, à la suite des efforts du cardinal Karol Wojtyła, archevêque de Cracovie et futur pape Jean-Paul II, la béatification de Kolbe est annoncée en 1971, la question de l'antisémitisme du Mały Dziennik est soulevée par le résistant, écrivain et politicien Jan Józef Lipski.
En 1979, une homélie du pape Jean-Paul II à Auschwitz centrée sur Maximilien Kolbe et non sur le génocide juif déclenche une polémique : la mise en avant de Kolbe paraît transformer « les lieux de la Shoah en symbole de résistance spirituelle et politique de la Pologne dont [ce dernier] aurait été le principal héros ». Sa canonisation par le même pape en 1982 est interprétée par certains comme une caution de l'antisémitisme polonais et les débats sur la question de l'antisémitisme de Kolbe connaissent un retentissement international.
Néanmoins, selon une lettre adressée au Washington Post en 1983 par Eugene Fisher, secrétaire de la Conférence des évêques catholiques pour les relations entre juifs et chrétiens, Maximilien Kolbe aurait condamné l'antisémitisme dans ses écrits. Il ajoute qu'entre 1500 et 2000 réfugiés juifs auraient été accueillis au début de la Seconde Guerre mondiale dans le monastère qu'il a fondé et qu'il dirigeait.

#### BD
- Joël Costes et Jean-François Vivier (ill. Régis Parenteau-Denoël), Maximilien Kolbe : Un saint à Auschwitz, Artège Jeunesse, 2019, 52 p. (ISBN 979-1-0949-9883-0).

### Adaptation

#### Filmographie
- Krzysztof Zanussi, Życie za życie. Maksymilian Kolbe (Vie pour vie, 1991).
- Martyr de l'amour (Męczennik miłości) (2007), documentaire
- Deux Couronnes (Dwie korony) (pl) (2017), film biographique

#### Opéra
- Dominique Probst, Maximilien Kolbe, drame lyrique sur un livret inédit d'Eugène Ionesco (1988), créé à Rimini le 20 août 1988.